# Иванько, Александр Сергеевич
Александр Сергеевич Иванько́ (род. 7 марта 1962, Москва, СССР) — международный гражданский служащий, Специальный представитель Генерального секретаря ООН по Западной Сахаре и глава Миссии ООН по проведению референдума в Западной Сахаре (МООНРЗС).

## Биография
Родился 7 марта 1962 года в г. Москве. Родители: Отец Сергей Сергеевич Иванько, советский журналист, переводчик, литературный чиновник и дипломат; мать Римма Петровна Иванько, корректор, библиограф. Женат, имеет дочь.
После окончания в 1979 году московской школы № 7, поступил на факультет журналистики Московского государственного университета им. Ломоносова. Окончил МГУ с отличием в 1984 году и был принят на работу в газету «Известия».

## Журналист
В «Известиях» сотрудничал с 1984 по 1994 гг. Работал корреспондентом международного отдела, в частности, в 1989 году освещал события в Афганистане. В 1992—1994 гг. был сотрудником газеты «We/Мы» (совместный проект «Известий» и Hearst Corporation). Автор сотен статей по различным проблемам международных отношений в российских, международных и европейских изданиях.

## Международный чиновник
С 1994 работает в ООН в составе Сил Организации Объединённых Наций по охране, (СООНО) сначала на посту рядового сотрудника аппарата представителя Генерального секретаря ООН в Бывшей Югославии, затем, с 1994 по 1998 гг., пресс-секретаря ООН в Боснии и Герцеговине.
С 1998 по 2005 гг. — старший советник представителя по вопросам свободы СМИ Организации по безопасности и сотрудничеству в Европе (ОБСЕ).
С 2006 по 2009 гг. — директор общественной информации Миссии ООН в Косово.
С 2009 по 2021 гг. — старший политический советник и руководитель аппарата Миссии ООН по проведению референдума в Западной Сахаре.
27 августа 2021 г. Генеральный секретарь ООН Антониу Гутерриш назначил А. Иванько своим Специальным представителем в Западной Сахаре и главой Миссии по проведению референдума в Западной Сахаре (МООНРЗС).